# Lacanobia desperata
Lacanobia desperata är en fjärilsart som beskrevs av Smith 1891. Lacanobia desperata ingår i släktet Lacanobia och familjen nattflyn. Inga underarter finns listade i Catalogue of Life.